# Solar dos Távoras

Solar dos Távoras, vista de Norte.

O Solar dos Távoras é um solar construído no final do século XV ou princípio do século XVI, na freguesia de Souro Pires, concelho de Pinhel, classificado como imóvel de interesse público pelo Dec. nº 32 973, DG 175 de 18 Agosto 1943.
Este imponente e notável edifício é considerado como o mais representativo das nobres casas do Distrito da Guarda, constituindo uma das poucas Casas Senhoriais que nunca deixou a família, sendo frequentemente imemorizada por esse mesmo motivo.

## História
A família Távora está ligada à história da povoação de Souro Pires desde o seu início, sendo atribuída a fundação da vila a Soeiro Peres de Távora. A edificação do solar da família terá sido realizada nos finais do século XV, prolongando-se pelos primeiros anos do século XVI.
As casas nobres edificadas no início do Século XV derivaram de três grandes influências, a arquitectura popular tradicional portuguesa, a arquitectura militar medieval e a arquitectura erudita do renascimento. A arquitectura tradicional permitiu a adaptação da simplicidade de divisão do espaço. Por seu turno, a arquitectura militar medieval levou para as casas senhoriais a torre, como elemento simultaneamente de defesa e de habitação, que com os avanços da pirobalística no século XVI perdeu as suas funções iniciais e tornou-se símbolo de prestígio, linhagem nobre e poder da família proprietária. Por fim, os elementos da arquitectura erudita do Renascimento chegam aos solares através da acção dos vários engenheiros militares que, a partir do século XVII, aplicaram na arquitectura civil a teoria arquitectónica mais erudita, divulgada especialmente através dos escritos de Sebastiano Serlio e Andrea Palladio. Apesar da sua parcial ruína, o Solar dos Távoras apresenta uma estrutura híbrida, em que conjuga as linhas militares medievais com elementos decorativos que indiciam já um gosto clássico, como é o caso das janelas dispostas pelas diversas fachadas.

## Descrição
O solar possui planta rectangular, com fachadas dispostas simetricamente, e o conjunto integra ainda uma capela autónoma, de planta quadrada. A fachada principal é delimitada lateralmente por duas torres, sendo o corpo central de cércea mais baixa. Na torre esquerda foi aberta uma janela de peito com mainel ao centro e lintel decorado por volutas. O corpo central possui no primeiro registo uma fresta rectangular e no segundo, uma janela quadrangular com mainel de mármore, cujo capitel é decorado por motivos vegetalistas, e lintel decorado por motivos fitomórficos. A torre situada à direita tem no primeiro registo o portal principal do solar, com arco de volta perfeita sem decoração. No segundo registo destaca-se uma janela de ângulo de lintel recto e mainel de fuste canelado.
As fachadas laterais apresentam, cada uma, dois corpos, um correspondente à torre e outro, de cércea mais baixa, que corresponde a dependências da casa. Os das torres são divididos em três registos, os restantes em dois. Todos têm janelas de moldura rectangular, algumas delas com mainel semelhante às da fachada principal. No alçado lateral esquerdo, existe ainda um portal, de acesso ao pátio interno da casa, e o edifício da capela. Com invocação de Nossa Senhora da Esperança, o templo privativo do solar possui planta quadrada e portal de arco pleno, sem decoração, tendo o seu interior sido despojado de todos os elementos decorativos.
O interior do solar encontra-se actualmente muito degradado. Dividido em três pisos, possui no centro do piso térreo um átrio com lanço de escadas, três compartimentos e pavimento lajeado. O segundo piso não tem pavimento nem cobertura, restando vestígios da existência de seis compartimentos. O piso superior perdeu o pavimento e a maior parte da cobertura.
As torres do solar tinham como função primitiva ser um elemento de defesa e de habitação, passando mais tarde a ser um sinal de importância e poder da família proprietária do solar.